# Клевер альпийский
Кле́вер альпи́йский (лат. Trifolium alpestre) — многолетнее растение из рода Клевер подсемейства Мотыльковые семейства Бобовые.

## Ботаническое описание
Корневище толстое ползучее. Стебли пушистые 3—10 см высотой. Листочки обратнояйцевидные, при основании клиновидные, мелко- и остро-зубчатые. Цветки крупные, беловато-красные, собраны зонтиком.

## Распространение и экология
Растёт в альпийском поясе гор, где обитает на уступах и в трещинах скал, реже в щебнистой тундре и пустынно-степных долинах рек. Распространён в Европейской части бывшего СССР (центральные и южные районы), в горном Крыму, на Кавказе (за исключением Западного Закавказья), в горах Центрального и Юго-Восточного Алтая.

## Химический состав
От других видов клевера отличается более высоким содержанием белка в листьях и цветках. В цветках также содержится аспарагиновая и глютаминовая кислоты, витамины C, P, B, каротин. В «Растительных ресурсах СССР», кроме того, отмечено наличие фенолкарбоновых кислот и флавоноидов.
В среднем по двум анализам в абсолютно сухом состоянии содержит 9,5 % золы, 15,5 % протеина, 4,0 % жира, 27,0 % клетчатки, 44,0 % БЭВ.
Коэффициент переваримости овцами органических веществ 58, протеина 57, жира 57, клетчатки 48, БЭВ 77.

## Значение и применение
Отмечено поедание глухарями. По наблюдениям в Кабардино-Балкарии поедается западнокавказским туром (Capra caucasica). На пастбище до цветения поедается всеми видами скота. Позже в связи с огрубением поедается хуже. Для получения хорошего сена рекомендуется скашивать до цветения. Хороший медонос.
В народной алтайской медицине трава клевера альпийского в виде отваров применяется при простуде, кашле, при болезнях печени и маточных кровотечениях.

## Классификация

### Таксономия
Trifolium alpestre L., 1763, Sp. Pl., ed. 2.: 1082
Вид Клевер альпийский относится к роду Клевер (Trifolium) подсемейства Мотыльковые (Papilionoideae) семейства Бобовые (Fabaceae) порядка Бобовоцветные (Fabales). Таксономическая схема в соответствии с Системой APG IV по состоянию на декабрь 2023 года:
|  |                                      |  |                                   |                                   |                   |  | ещё 3 семейства | ещё 3 семейства   |                          |  |  |  | еще 523 рода                                                     | еще 523 рода      |  |  |
|  |                                      |  |                                   |                                   |                   |  | ещё 3 семейства | ещё 3 семейства   |                          |  |  |  | еще 523 рода                                                     | еще 523 рода      |  |  |
|  |                                      |  |                                   | порядок Бобовоцветные             |                   |  |                 |                   | подсемейство Мотыльковые |  |  |  |                                                                  | Клевер альпийский |  |  |
|  |                                      |  |                                   | порядок Бобовоцветные             |                   |  |                 |                   | подсемейство Мотыльковые |  |  |  |                                                                  | Клевер альпийский |  |  |
|  | отдел Цветковые, или Покрытосеменные |  |                                   |                                   | семейство Бобовые |  |                 |                   | род Клевер               |  |  |  |                                                                  |                   |  |  |
|  | отдел Цветковые, или Покрытосеменные |  |                                   |                                   |                   |  |                 |                   |                          |  |  |  |                                                                  |                   |  |  |
|  |                                      |  | ещё 63 порядка цветковых растений | ещё 63 порядка цветковых растений |                   |  |                 | еще 5 подсемейств | еще 5 подсемейств        |  |  |  | еще 368 подтвержденных видов и 66 видов, ожидающих подтверждения |                   |  |  |
|  |                                      |  |                                   | ещё 63 порядка цветковых растений |                   |  |                 |                   | еще 5 подсемейств        |  |  |  |                                                                  |                   |  |  |

### Синонимы
- Trifolium alpestre f. bicefala Kožuharov
- Trifolium alpestre f. heterofoliolata Kožuharov
- Trifolium alpestre f. lanigerum (Ser.) Bolzon
- Trifolium alpestre f. monostachyum (Ser.) Cincović
- Trifolium alpestre subf. monostachyum Ser.
- Trifolium alpestre subsp. lanigerum (Ser.) Stoj. & Stef.
- Trifolium alpestre var. alpestre
- Trifolium alpestre var. davidovii Kožuharov
- Trifolium alpestre var. distachyum Ser.
- Trifolium alpestre var. durmitorum Rohlena
- Trifolium alpestre var. glabratum C.Klinggr.
- Trifolium alpestre var. lanigerum Ser.
- Trifolium alpestre var. parvifolium Kožuharov
- Trifolium alpestre var. rubellum Ser.
- Trifolium alpestre var. sericeum Hausskn.
- Trifolium alpestre var. trinervia Kožuharov
- Trifolium alpestre var. villosum Čelak.
- Trifolium alpinum Georgi
- Trifolium incarnatum Stephan
- Trifolium purpureum-majus Gilib.
- Trifolium rubens Desc.
- Triphylloides nervosa Moench